# Oestrich (Erkelenz)
Oestrich ist ein zum Teil noch ländlich geprägtes Stadtviertel von Erkelenz im Kreis Heinsberg in Nordrhein-Westfalen. Bis in die Mitte des 20. Jahrhunderts lag der Ort als Dorf im Nordosten vor der Stadt. Durch die fortschreitende städtische Bebauung ist er inzwischen in der Kernstadt aufgegangen. Nördlich von Oestrich liegt ein neues großes Wohngebiet, Oestricher Kamp genannt.

## Lage
Die westliche Begrenzung von Oestrich zur Stadt hin bilden der Ziegelweiherpark und der Alte Friedhof an der Brückstraße. Die älteste Dorfstraße ist die heutige Oestricher Straße, dort steht auch die Kaiser-Karl-Kapelle. Hier, wie auch an der Brückstraße, finden sich noch vereinzelt ehemalige Bauernhöfe.

## Geschichte

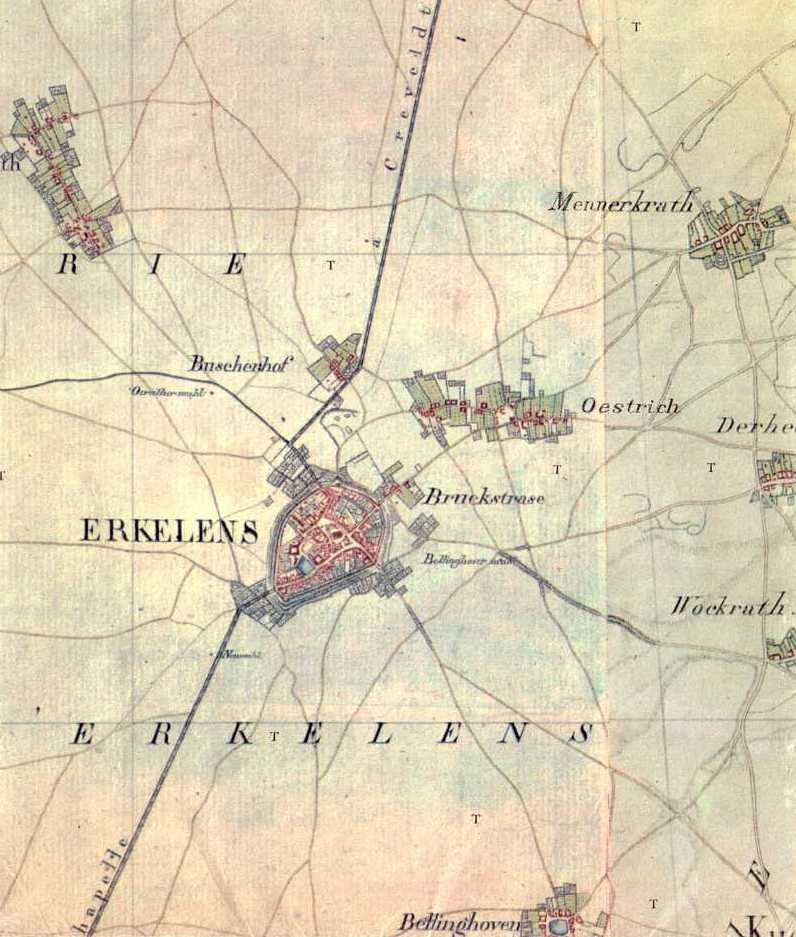
Oestrich auf der Tranchotkarte 1803–1820

### Ortsgeschichte
In weniger Entfernung vom Ort wurden nördlich bis südöstlich vorgeschichtliche und römerzeitliche Bodenfunde gemacht. In einer von Kaiser Otto dem Großen bestätigten Tauschurkunde vom 17. Januar 966 zwischen dem Marienstift zu Aachen und dem lothringischen Grafen Immo wird er dann zusammen mit Erkelenz (herclinze) und weiteren Ortschaften als der im Mühlgau in der Grafschaft des Eremfred gelegene Ort hostrich genannt. Das Marienstift war nunmehr in Oestrich wie auch in Erkelenz Eigentümer allen Grund und Bodens, den es als Mann- und Zinsgüter nach dem in fränkischer Zeit entstandenen Lehnsrecht vergab. Die Landesherrschaft übten jedoch die Grafen aus.
Ein Zinsverzeichnis des Stifts aus dem 12. Jahrhundert gibt für Oestrich 31 Zinsgüter, 5 Mühlen und 4 Herrenhöfe an. In Erkelenz waren es demselben Verzeichnis zufolge 32 Zinsgüter, 1 Brauerei und 5 Herrenhöfe, so dass beide Orte zu dieser Zeit ebenbürtig erscheinen. Dies lässt auch den Schluss zu, dass Oestrich letztendlich älter sein könnte als Erkelenz. Auch legt das Wegenetz auf alten Landkarten die Vermutung nahe, dass der Kölner Heerweg ursprünglich durch Oestrich führte. Ebenso lag die erst um 1905 abgebrochene Bellinghovener Mühle nicht von Erkelenz, sondern nur von Oestrich aus gesehen in Richtung Bellinghoven. Und nicht von Erkelenz, vielmehr von Oestrich aus führte an ihr der bei dem Chronisten Mathias Baux im 16. Jahrhundert genannte „alte Bellinghovener Weg“ (heute Mühlenfeld) vorbei nach Bellinghoven.
Allerdings lagen die einzelnen Besitzungen des Stifts nicht alle innerhalb der jeweiligen Ortsgrenzen, sondern in der Umgebung. Aus ihnen sind die heute im Umkreis von Erkelenz und Oestrich liegenden Weiler und Dörfer entstanden, deren Namen darauf hinweisen, dass ihre Anfänge in Busch- und Waldgebieten lagen. Der Chronist berichtet nach der Aufzählung verschiedener Manngüter in den umliegenden Dörfern, dass das Gut in Oestrich, genannt das Gut zu den Linden, ein Manngut ist, das Maess (Mathias) von Etgenbusch zu Lehen erhalten hat und sich jetzt im Besitz des Konrad von Oestrich befindet. Von den Erträgen aller Ländereien erhielt das Marienstift zu Aachen den zehnten Teil, der außer in Geld auch in Naturalien bestand, die dem Schultheiß oder Rentmeister abzuliefern waren und in der Zehntscheune, die sich ursprünglich ebenfalls in Oestrich befand, eingelagert wurden.
Als dann 1326 das inzwischen sicher nicht unbefestigte Erkelenz von Graf Rainald II. von Geldern zur Stadt erhoben wurde, bildeten die umliegenden Dörfer mit ihr einen einheitlichen Rechts- und Verwaltungsbezirk in der geldrischen Herrlichkeit Erkelenz. Die Landbevölkerung genoss dieselben Bürgerrechte wie die Städter und hatte bei Gefahr das Recht, sich mit ihrer beweglichen Habe in den Schutz der Stadtmauern zu begeben, aber auch die Pflicht, bei der Verteidigung der Stadt mitzuwirken. Ebenso wählte sie in Ergänzung zum Stadtbürgermeister aus ihren Reihen den Landbürgermeister, die beide an der Spitze der städtischen Verwaltung standen.
Oestrich als der Stadt nächstgelegenes Dorf teilte deren wechselvolle Geschichte in besonderem Maße. Es zog viel Kriegsvolk durch das Land, das als geldrische Exklave im Jülichen lag, brannte, mordete und erpresste Geld gegen Hab und Gut, Leib und Leben. Das im Jahre 1355 als erstes Tor der Stadt entstandene Brücktor, zuletzt eine mächtige Torburg, führte über den Kölner Heerweg hinaus nach Oestrich und gab der bei Gefahr in die Stadt fliehenden Bevölkerung Rückendeckung.
Im Jahre 1423 brannte Junker Scheiffart von Merode mit seinen Mannen in einem Bogen um die Stadt von Nordwest bis Ost fast ganz Oerath, Buscherhof und Wockerath nieder. Sie waren auch in Kückhoven und versuchten schließlich, nach Oestrich vorzudringen, denn wer Oestrich in der Hand hatte, konnte auf geradem Wege gegen das Brücktor stürmen. Vor Oestrich aber stießen sie auf heftige Gegenwehr unter Herzog Arnold von Geldern und zogen schließlich geschlagen wieder ab.

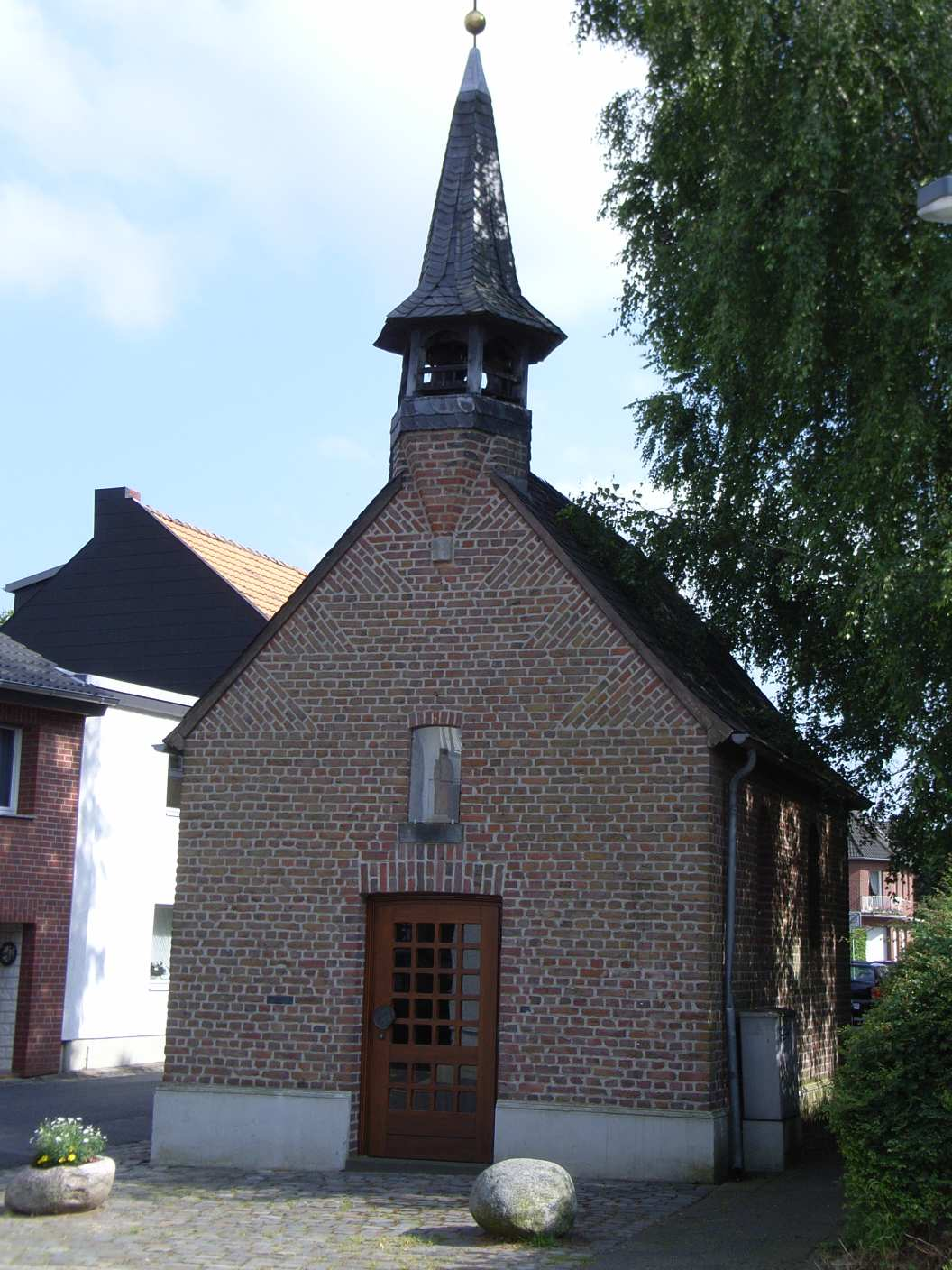
Karlskapelle

In der Nähe des heutigen Ziegelweihers, auf dem sogenannten Karle, baute man 1452 eine Kapelle zu Ehren Karls des Großen, der nach der Volkssage bei der Jagd hier auf einem Stein Rast gemacht haben soll.
In den Jahren 1580 und 1581 suchte eine Pestepidemie das Land heim und forderte in Stadt und Kirchspiel Erkelenz 458 Menschenleben. 1676 starben hier innerhalb von zwei Monaten 200 Menschen am Rotlauf.
Nachdem seit unvordenklichen Zeiten die Toten in der Stadt und aus den umliegenden Dörfern bei und in der Pfarrkirche zu Erkelenz beerdigt worden waren, legte man 1825 auf halbem Wege zwischen Erkelenz und Oestrich den Friedhof an der Brückstraße an, der heute Alter Friedhof genannt wird und unter Denkmalschutz steht.
1844 wurde die Kapelle auf dem Karle abgebrochen und inmitten des Dorfes neu errichtet. In der Kapelle stehen Terrakottafiguren der 14 Nothelfer, die aus dem 18. Jahrhundert und von einem Altar der Pfarrkirche zu Erkelenz stammen, sowie eine gedrungene Figur Karls des Großen. Andererseits kommt eine wertvolle, heute in der Pfarrkirche befindliche Figur des heiligen Andreas aus der alten Oestricher Kapelle. Bei der Kapelle liegen zwei große Steine, von denen einer von der Bevölkerung mit Blumen geschmückt wird.
Im Jahre 1854 hatte Oestrich 48 Wohnhäuser und 275 Einwohner. 1903 wurde es zusammen mit Erkelenz an die öffentliche Wasserversorgung vom nahegelegenen Wasserturm aus angeschlossen. Es folgte die öffentliche Kanalisation und 1909 die Versorgung mit Elektrizität vom ebenfalls in der Nähe gelegenen städtischen Elektrizitätswerk aus.
Am 16. Januar 1945 flogen beim dritten von vier großen Luftangriffen des Zweiten Weltkrieges alliierte Bombenflugzeuge die inzwischen weitgehend evakuierte Stadt in zwei aufeinanderfolgenden Wellen an. Die erste Welle galt dem Raum Oestrich und Buscherhof. Ein Bombenvolltreffer zerstörte ein Haus an der Ecke Brückstraße/Mühlenfeld bis auf die Grundmauern und tötete mehrere Personen in diesem Haus. Weitere Bomben fielen am Alten Friedhof und forderten weitere Menschenleben.
Am 26. Februar 1945 wurde Oestrich wie auch Erkelenz von amerikanischen Soldaten der 102. Infanteriedivision der 9. US-Armee im Zuge der Operation Grenade eingenommen. Die wenigen, noch in Oestrich verbliebenen Bewohner, die nicht in Evakuierung gegangen waren, wurden nach Kückhoven geführt, wo sie zwei Wochen bleiben mussten. Unmittelbar vor und nach Kriegsende wurden in Oestrich Häuser geplündert.
Obwohl schon um 1600 die erste Bebauung außerhalb der Stadtmauern von Erkelenz in Richtung Oestrich entlang der heutigen Brückstraße erfolgt war, schloss der Ort erst nach dem Zweiten Weltkrieg zur Stadt hin auf. Nördlich des Ortes ist in den beiden Jahrzehnten um die Jahrtausendwende das Wohngebiet Oestricher Kamp mit Kindergarten, Grundschule und einigen Geschäften der Grundversorgung entstanden. Einige der Straßen in diesem Wohngebiet tragen die Namen des keltischen Volkes der Eburonen, das in diesem Land ansässig war, und der fränkischen Herrschergeschlechter Merowinger und Karolinger sowie einiger ihrer Könige.

### Ortsname
Der Ortsname ‚hostrich‘, wie er in der ersten urkundlichen Nennung im Jahre 966 geschrieben wurde, ist keltisch-fränkischen Ursprungs. Der Vokal O wurde lang ausgesprochen, weshalb man ihn später nach ausgefallenem H mit einem Dehnungs-E ‚Oe…‘ schrieb. Dieser Wortbestandteil ‚host‘ hat eine indogermanische Wurzel. Das lateinische ‚hostis‘ heißt Fremdling, Feind. Das Wort findet sich auch im englischen ‚host‘ (mit lang ausgesprochenem Vokal) und bedeutet Gastgeber. Ebenso ist im Französischen, wo der Akzent Zirkumflex (^) lange Betonung und ausgefallenes S anzeigt, der ‚hôte‘ ein Gast, Gastgeber und das ‚hôtel‘ eine Herberge. So bezeichnet denn auch in der fränkischen Sprache des 5. und 6. Jahrhunderts ‚hôst‘ ein befestigtes Gehöft als Etappenstation des Heeres. Man war ‚in hoste‘, das heißt auf einem Feldzug.
Auch der zweite Wortbestandteil ‚…rich‘ im Ortsnamen hat eine indogermanische Wurzel. Im Lateinischen ist der ‚rex‘ ein König, Herr, Führer und im Keltischen ist es der ‚rix‘. Im Altenglischen bedeutet ’rice’ mächtig, wohlhabend. Im Germanischen heißt es ‚rîk‘ und im Althochdeutschen ‚rîh‘. Nachgestelltes Bestimmungswort (…rich) ist aber nicht den germanischen, sondern den keltischen und romanischen Sprachen zu eigen.
Also bezeichnete der Ortsname ‚hostrich‘ einen landesherrlichen Heeresstützpunkt, eine ‚Heer-berge‘. Für diese Deutung spricht, dass dann später eine feste Burg gebaut wurde. Aber nicht in Oestrich, sondern im unweit am Kölner Heerweg gelegenen Erkelenz – einen militärischen Tagesmarsch (etwa 30 km) von Roermond, dem Hauptort des späteren Oberquartiers Geldern entfernt, zu dem Erkelenz mit seinen umliegenden Dörfern gehörte.

## Religion
Die Bevölkerung ist mehrheitlich katholisch. Oestrich gehört von jeher zur Pfarre St. Lambertus in Erkelenz.

## Kultur und Sehenswürdigkeiten

### Sehenswürdigkeiten

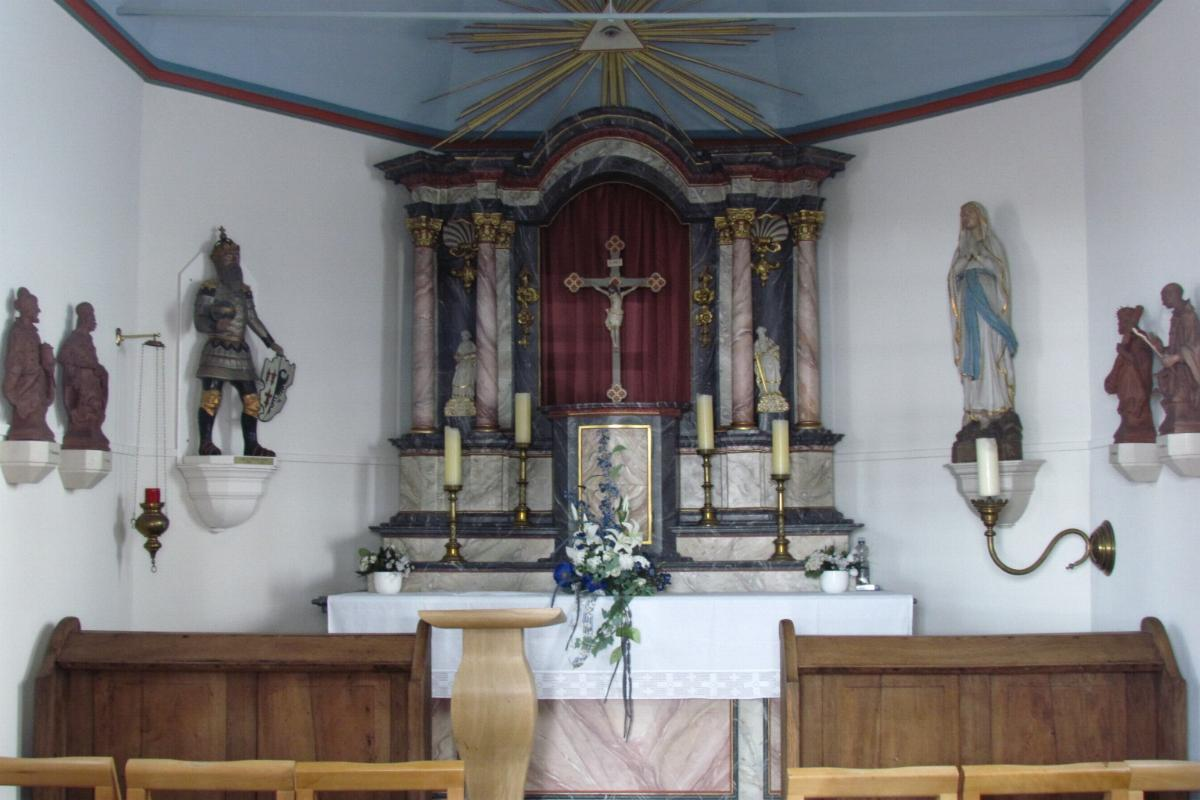
Innenansicht der Karlskapelle in Oestrich

- Kaiser-Karl-Kapelle. Sie ist im Bistum Aachen und in der Erzdiözese Köln das einzige Gotteshaus, das Karl dem Großen geweiht ist.

### Vereine
- Dorfgemeinschaft Oestrich

## Verkehr
Die AVV-Buslinie EK4 der WestVerkehr verbindet den Ort an Werktagen mit Erkelenz-Mitte und Mennekrath.
Zudem verkehrt der Multi-Bus seit dem 9. Juni 2024 kreisweit erweitert und zu einheitlichen Bedienzeiten. Mehr Informationen gibt es bei WestVerkehr.
| Linie | Verlauf |
| ----- | --- |
| EK4   | ErkaBus: Erkelenz Bf – Erkelenz Stadthalle – Oerath – Oerather Mühlenfeld – (Erkelenz Süd ←) Erkelenz Bf oder (Erkelenz ZOB –) Erkelenz Bf – Oestrich – Neuhaus – Mennekrath – (Erkelenz Gymnasium – Erkelenz Bf) / Erkelenz ZOB |

## Persönlichkeiten
- Leo Heinrichs (* 15. August 1867 in Oestrich; † 23. Februar 1908 in Denver (Colorado)), Pater im Franziskanerorden, 1908 in Denver während der Heiligen Messe von einem Anarchisten erschossen. Ein Seligsprechungsverfahren ist eingeleitet. Im Ort ist der Leo-Heinrichs-Weg nach dem Geistlichen benannt.
- Josef Gaspers (* 1886 in Oestrich; † 1959 in Gangelt) war katholischer Priester, Propst in Heinsberg und Heimatforscher. 1958 wurde er Ehrenbürger der Stadt Heinsberg.